# Provincie Jošino
| Kinai    | Tókaidó  | Tósandó  | Hokurikudó |
| San’indó | San’jódó | Nankaidó | Saikaidó   |

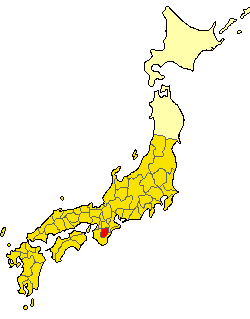
Mapa japonských provincií z doby kolem roku 716 se zvýrazněnou provincií Jošino

Systém Gokišičidó zobrazující bývalé okresy a provincie:

Provincie Jošino (japonsky 芳野監, Jošino-gen, asi 716 ─ po 738) byla stará japonská provincie, která se rozkládala na území dnešní prefektury Nara na ostrově Honšú.  Vznikla v době zvláštního krátkodobého rozdělení japonských provincií jako součást centrální správní oblasti Kinai. Provincii tvořil jen jediný okres Jošino (吉野郡, Jošino-gun). Jeho rozloha se zhruba shoduje s rozlohou dnešní narské čtvrti Jošino spolu s městem Godžó.
Provincie byla vytvořena oddělením okresu Jošino od provincie Jamato. Datum jejího zřízení není známo, ale historici mají za to, že se tak stalo zhruba ve stejné době, kdy v roce 716 vznikla Provincie Izumi (和泉監, Izumi-gen). Název těchto územněsprávních jednotek gen (監) se lišil od názvu kuni (国), který se používal pro běžné provincie. O důvodech jejich zřízení se nedochovaly žádné záznamy. Obě nové provincie byly nezvykle malé a nacházely se v nich druhotné císařské paláce. V provincii Jošino to byl palác Jošino (吉野宮) a v provincii Izumi palác Činu (茅渟宮).
Provincie Jošino byla někdy po roce 738 zrušena a její území bylo opětovně začleněno do provincie Jamato.